# Ходяшев, Виктор Александрович
Виктор Александрович Ходяшев (26 декабря 1917, Этвайнуры, Козьмодемьянский уезд, Казанская губерния, Российская Советская Республика — 17 июня 2000, Чебоксары, Российская Федерация) — советский композитор, дирижёр, педагог, член Союза композиторов СССР (1943). Заслуженный деятель искусств РСФСР (1968).

## Биография
Родился в 1917 году в русской семье. В начале 1918 года вместе с родителями переехал в Чебоксары.
Был помощником концертмейстера с 1932 года.
В 1934 году окончил Чувашский музыкально-театральный техникум, после чего до 1937 года был концертмейстером Чувашского государственного симфонического оркестра, и одновременно в 1935—1937 годах — заведующим музыкальной частью Чувашского театра юного зрителя.
в 1941 году закончил музыкальное училище при Московской консерватории.
В 1951 году вступил в ВКП(б).

### Музыкальная деятельность
Работал в Нижегородской консерватории в 1960—1962 гг.

## Труды[2][3]
- Ходяшев, Виктор Александрович. Моя Россия [Ноты]: 3 хора (a capella) / В. А. Ходяшев. — Шупашкар, 1993. — 32 с.
- Ходяшев, Виктор Александрович. Геннадий Воробьев [Текст]: краткий очерк жизни и творчества / В. А. Ходяшев. — Чебоксары, 1967. — 60 с.
- Ходяшев, Виктор Александрович. Мухтав юрри [Ноты] [Текст] / В. А. Ходяшев. — Чебоксары, 1979. — 48 с.
- Балет «Чудесная вышивальщица» (1972, постановка 1979, Чувашский музыкальный театр);
- Кантата «Песнь славы» (для голосов, хора и оркестра; слова А. Эсхеля, 1950).
- увертюра «Спортивный праздник»
- «Торжественная прелюдия»
- кантата «Мухтав юрри» (Песнь славы)
- «Афганский реквием»
- хоровая поэма «Симфония Московского Кремля»

## Награды
- Медаль «За доблестный труд в Великой Отечественной войне 1941—1945 гг.» (1945)
- Заслуженный деятель искусств Чувашской АССР (1950),
- Заслуженный деятель искусств РСФСР (1968).
- Почетная грамота Президиума Верховного Совета Чувашской АССР (дважды),
- Медали.

## Память
- Именем В. А. и Д. С. Ходяшевых названа Чебоксарская музыкальная школа, в которой действует музей Ходяшевых.
- Мемориальная доска в Чебоксарах, на доме, где жил и работал В. А. Ходяшев.